# Коель новозеландський
Кое́ль новозела́ндський (Urodynamis taitensis) — вид зозулеподібних птахів родини зозулевих (Cuculidae). Гніздяться на Новій Зеландії, зимують в Океанії. Це єдиний представник монотипого роду Новозеландський коель (Urodynamis).

## Опис

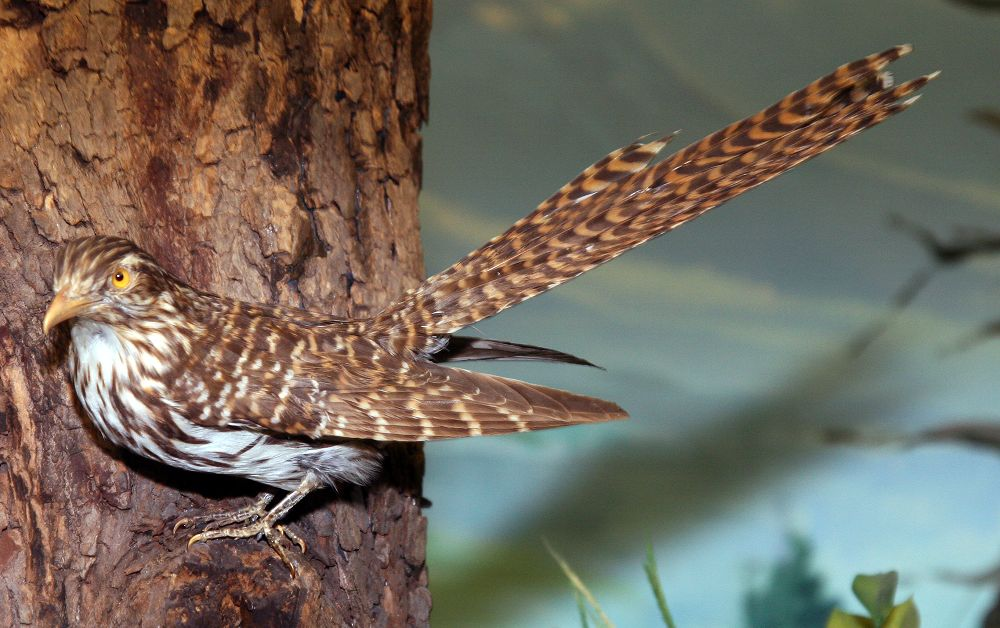
Новозеландський коель

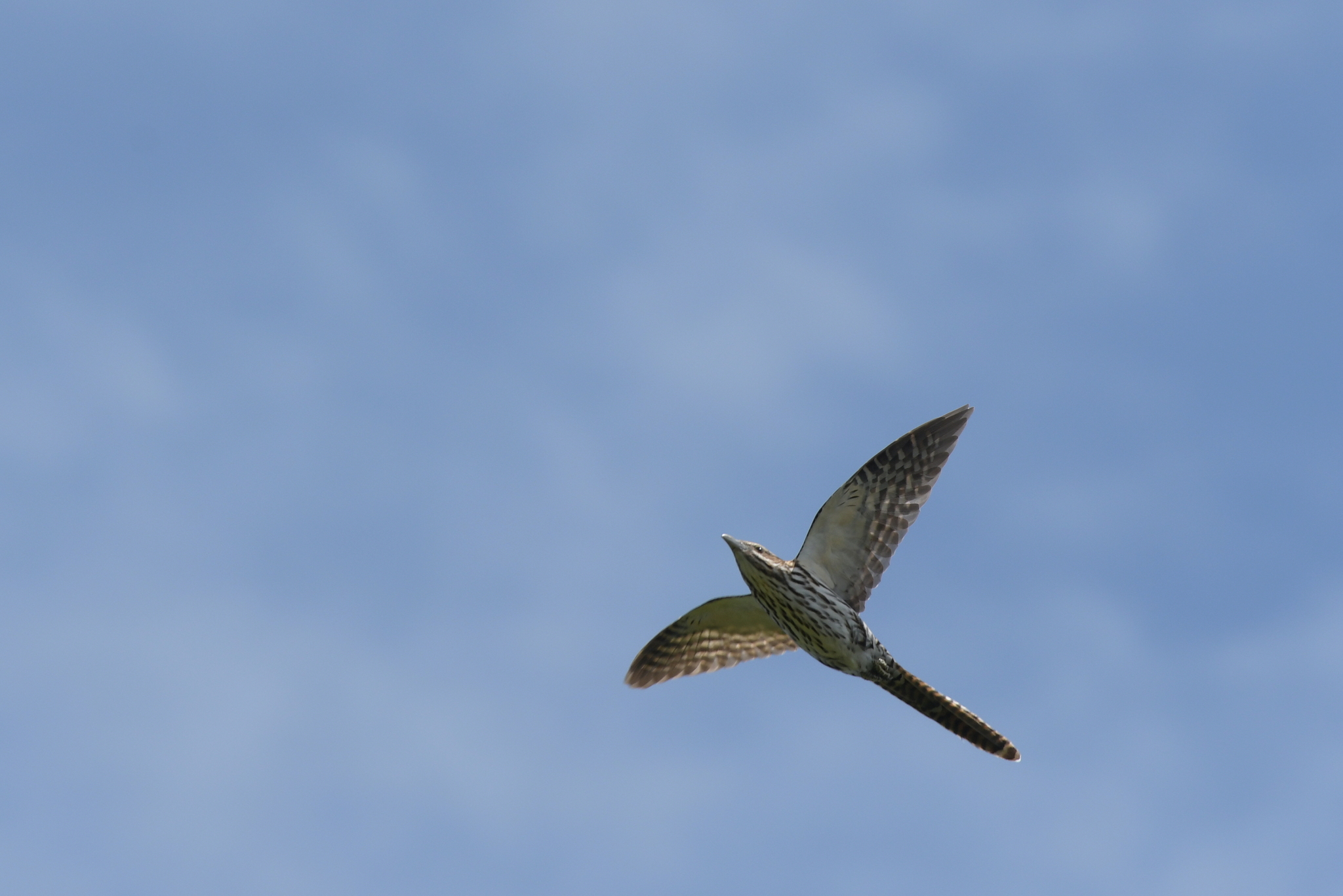
Новозеландський коель в польоті

Новозеландський коель — це велика зозуля з широкими, загостреними краями, дуже довгим, заокругленим на кінці хвостом і коротким, гачкуватим на кінці дзьобом. Довжина птаха становить 40—42 см, розмах крил 47—52 см, вага 120 г.
Тім'я і потилиця темно-коричневі, поцятковані охристими смужками. Обличчя білувате, сильно поцятковане коричневими смужками, через очі ідуть широкі темно-коричневі смуги, над очима білуваті «брови», під дзьобом темні «вуса». Верхня частина тіла бура, поцяткована більш світлими смужками, кінчик хвоста білий. Нижня частина тіла біла, поцяткована чорнувато-коричневими смужками. Лапи зеленувато-сірі, дзьоб жовтувато-коричневий. Молоді птахи сильно поцятковані білуватими плямами, нижня частина тіла у них охриста. Голос — гучний, пронизливий свист.

## Поширення і екологія
Новозеландські коелі гніздяться в Новій Зеландії, в центральній частині Північного острова, на західному узбережжі Південного острова і на сусідніх островах Літл-Баррієр, Грейт-Барр'єр, Капіті і Стюарт. Вони живуть в густих нотофагусових, подокарпових і мішаних лісах, в чагарникових заростях, іноді на соснових плантаціях, в манукових заростях, парках і садах. Зустрічаються поодинці, в глибині острова і на узбережжях, в горах частіше на порослих лісом хребтах, ніж в долинах.
На Новій Зеландії новозеландські коелі живуть з початку жовтня до лютого-березня, іноді до квітня або довше. Взимку птахи мігрують на північ і північний схід на острови Тихого океану, від Палау, Каролінських і Маршаллових островів на схід через Фіджі, Тонгу і Самоа до островів Кука, Товариства, Тубуаї, Маркізьких островів і островів Піткерн. Також вони зустрічалися на південному заході Тихого океану, на островах архіпелагу Бісмарка, Соломонових островах і Вануату, а також на островах Норфолк, Лорд-Гав і Кермадек. Бродячі птахи спостерігалися в Австралії, Папуа Новій Гвінеї, на Гуамі і Північних Маріанських островах, у травні 2008 року в японській префектурі Тіба. На зимівлі новозеландські коелі зустрічаються у вологих тропічних лісах, в садах і на кокосових плантаціях. Ареал зимування цих птахів є надзвичайно широкий: відстань між Палау і островами Піткерн становить приблизно 11 000 км. Середня довжина міграції в один кінець для цих птахів становить від 2500 до 3500 км.

## Поведінка
Новозеландські коелі живляться переважно комахами, іноді також пташенятами, яйцями і дрібними дорослими птахами, такими як макомако, а також ящірками. Іноді вони доповнюють свій раціон плодами і насінням. Шукають їжу в кронах дерев і в чагарниках, переважно вночі. Птахи-хазяї годують пташенят комахами.
Новозеландські коелі не формують тривалих пар. Самці приваблюють самиць тим, що хлопають крилами і кричать. Як і багато інших зозуль, новозеландські коелі практикують гніздовий паразитизм. Вони відкладають яйця в гнізда могуа, іноді також білолобим і великоголовим тоутоваї. Пташенята вилуплюються раніше, ніж пташенята птахів-хазяїв і викидають інші яйця з гнізда. Вони здатні імітувати крик пташенят птахів-хазяїв.

## В культурі
Серед маорі новозеландські коелі відомі як koekoeā, а в Полінезії — як kārewarewa. Весяні міграції цих птахів слугували орієнтиром полінезійцям в пошуках Нової Зеландії. Також маорі вважали, що приліт новозеландських коелів вказував, що прийшов час саджати батат, а їх відліт — на те, що прийшов час збирати врожай.